# Szaratov (hajó)

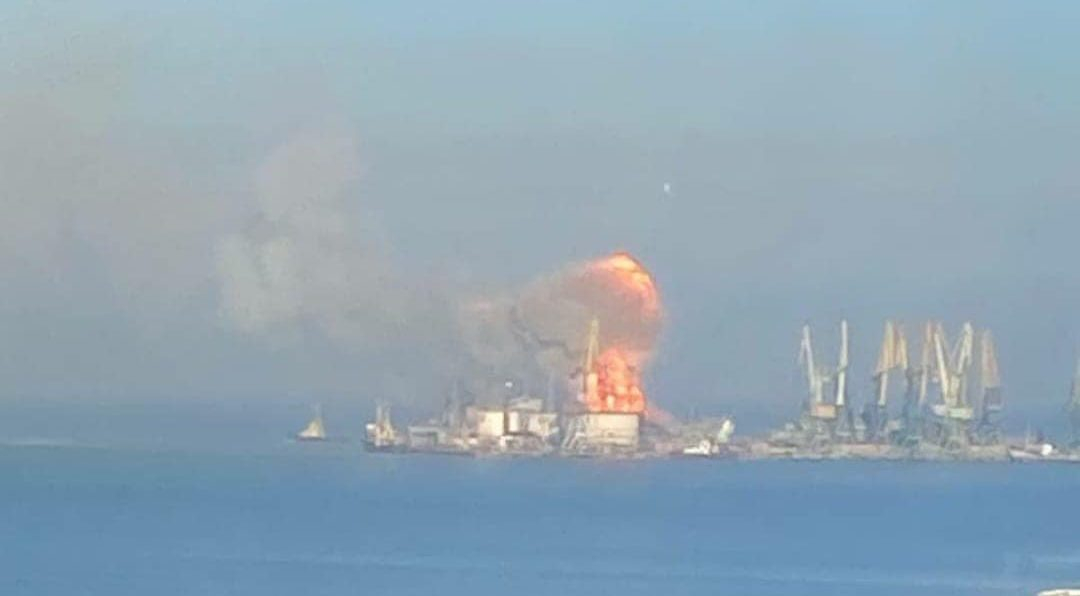
A bergyanszki kikötőben égő hajó 2022. március 24-én

A Szaratov (cirill betűkkel: Саратов), ex. Voronyezsszkij komszomolec az Orosz Haditengerészet Fekete-tengeri Flottájának 1171 Tapir típusú (NATO-kódja: Alligator-class) partraszállító hajója volt. Ez volt a hajóosztály első egysége. 1964-ben bocsátották vízre Kalinyingrádban. Az Ukrajna elleni 2022-es orosz invázió során a bergyanszki kikötőben ukrán rakétatámadás érte és megsemmisült.

## Története
Építése 1964. február 5-én kezdődött a kalinyingrádi Jantar hajógyárban. 1964. június 1-jén bocsátották vízre BDK–010 jelzéssel, majd 1966-ban állították szolgálatba a Szovjet Haditengerészet Fekete-tengeri Flottájánál Voronyezsszkij komszomolec néven. Honi kikötője a szolgálatba állítása óta Szevasztopolban volt.
A hajó a 2000-es évek elejéig 20 tengeri bevetésen vett részt. 1991–1994 között konzerválták és Odesszába tárolták, ekkor BDK–065-re változtatták a jelzését. Később újra aktiválták. A hajó 1999-ben részt vett a KFOR békemissziókban részt vevő orosz békefenntartó kontingens Taupszéből Thesszalonikibe történő szállításában.
2003. július 7-én a hajót Szaratov város nevét vette fel. 2008 augusztusában a hajó a Grúzia elleni orosz agresszióban részt vevő fekete-tengeri orosz hajócsoport tagja volt.
2012 őszén és telén a Földközi-tengeren tevékenykedett. 2013 januárjában a Földközi-tengeren tartott tengeri hadgyakorlaton vett rész, ekkor az egyik dízelgenerátora meghibásodott. A hajót a szíriai Tartúsz kikötőjében javították meg. 2014-ben részt vett a Krím orosz megszállásának eseményeiben, valamint a Földközi-tengeren is hajózott.
A hajó részt vett az Ukrajna ellen indított 2022-es orosz invázióban. Az orosz erők 2022 márciusában vették használatba a bergyanszki kikötőt, ahová hajón az Ukrajna déli területeit megszálló orosz erők számára szállítottak hadianyagot. Március 24-én a bergyanszki kikötőben éppen kirakodás alatt álló hajót ukrán rakétatalálat érte. Az OTR–21 Tocska harcászati-hadműveleti ballisztikus rakéta becsapódása után a hajón lévő lőszer és üzemanyag felrobbant, a hajó megsemmisült, majd elsüllyedt. A személyzet több tagja életét vesztett. A veszteség pontos száma nem ismert. Nyílt forrásokból két áldozat ismert. Ezen túlmenően a hajó parancsnoka, a 2014-ben az orosz megszállókhoz átállt Volodimir Hromcsenkov a rakétatámadásban megsérült, majd 2022. április 15-én a kórházi kezelés alatt elhunyt. Oroszország hivatalosan csak egy évvel később, 2023 márciusában ismert el a hajó elvesztését.

## Lásd még
- Támadás a bergyanszki kikötő ellen